# Йонедзавська яловичина

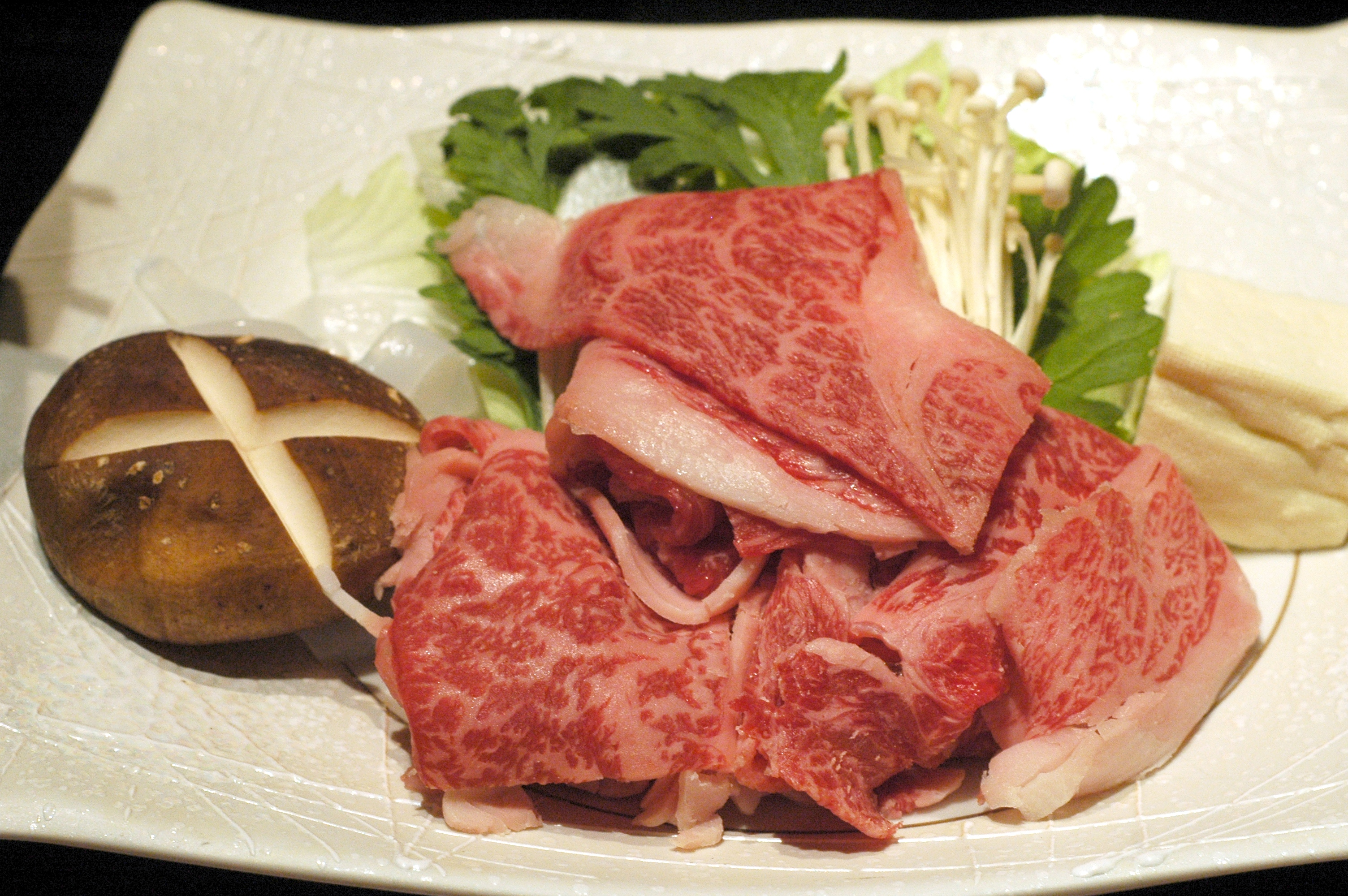
Сукіякі з яловичини Йонедзава

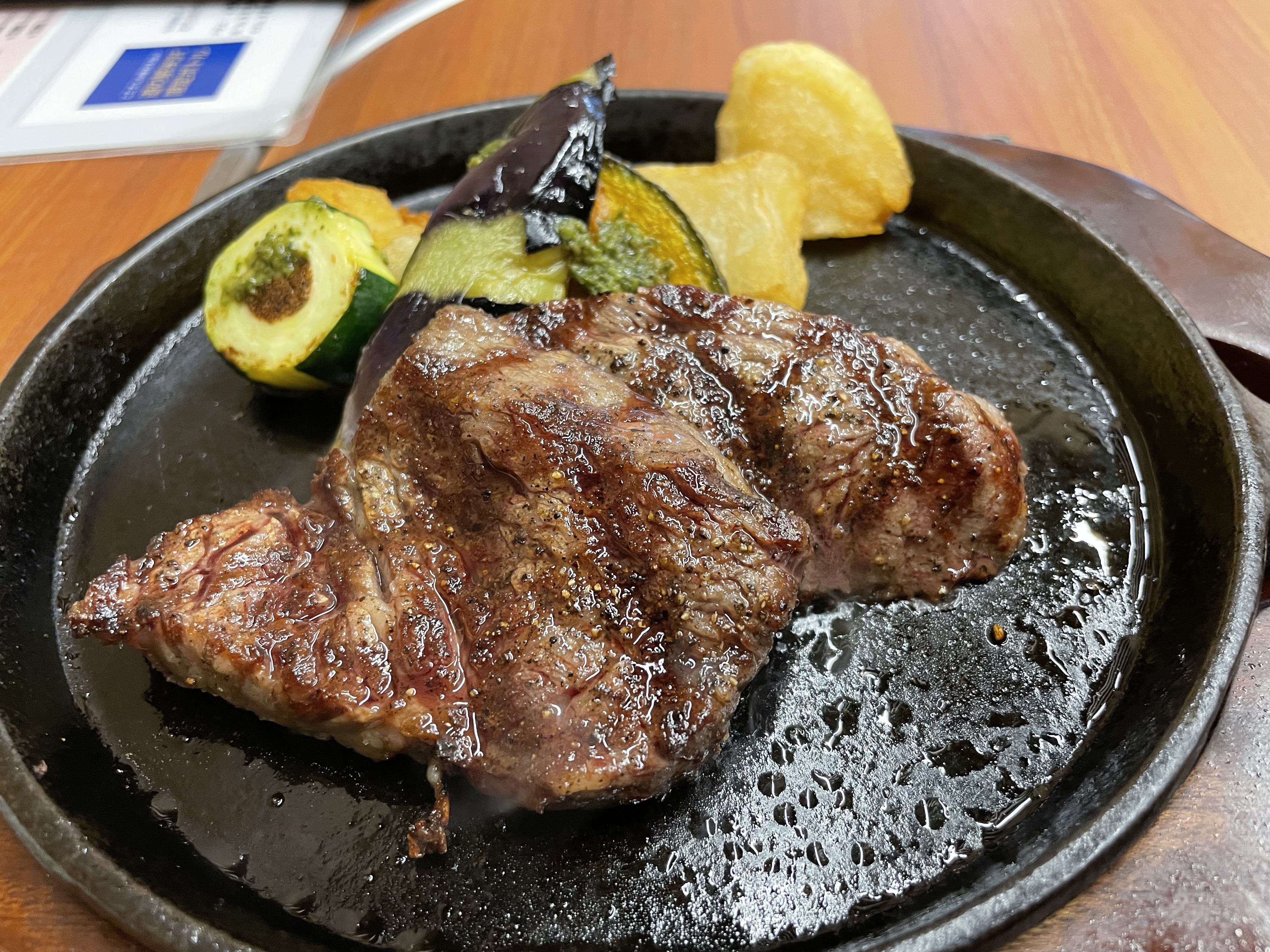
Стейк з яловичини Йонедзава.

Йонедзавська яловичина виробляється заводчиками, сертифікованими Радою з просування бренду йонедзавської яловичини навколо міста Йонедзава префектури Ямагата. Вважається одним із трьох загальновизнаних найвідоміших брендів яловичини Ваґю в Японії, поряд з яловичиною Кобе та яловичиною Мацусака.

## Визначення
Якщо яловичина відповідає всім нижченаведеним умовам, вона визнається йонедзавською яловичиною, на туші ставиться сертифікаційна печатка та видається сертифікат на йонедзавську яловичину з номером відстеження.
1. Селекціонери, які живуть у трьох містах і п'яти містечках зони Окітама префектури Ямагата (Йонедзава, Нанйо, Наґай, Такабатаке, Каванісі, Іїде, Сіратака та Оґуні) і мають сертифікат бренду яловичини Йонедзава.
2. М'ясний тип великої рогатої худоби — японські Ваґю[3].
3. Туші, представлені на ринку туш яловичини Йонедзави чи на Центральному оптовому м'ясному ринку Токіо, або забиті в м'ясному центрі міста Йонедзава та оцінені Японською асоціацією класифікації м'яса. За тими ж правилами розглядаються туші, виставлені від імені району на спільних виставках, зустрічах або в навчальних групах, затверджених головою Ради з просування бренду йонедзавської яловичини. Крім того, для експорту бійню має схвалити Рада з просування бренду яловичини.
4. Туши повинні бути віком 32 місяці або більше і мати 3-й або вищий клас зовнішнього вигляду, як визначено Японською асоціацією класифікації м'яса, громадською асоціацією, а також відмінну якість м'яса та жиру.

Торговельна марка «Йонедзавська яловичина» належить сільськогосподарському кооперативу Yamagata Okitama.

## Історія
У 1871 році (4 Мейдзі) до Йонедзави приїхав вчитель з Йокогами Чарльз Генрі Даллас. За переказами, люди в Йонедзаві в той час не їли яловичину, але Даллас привіз із собою кухаря, який готував яловичину. Місцева яловичина сподобалась Далласу, тому, повертаючись до Йокогами, він взяв з собою корову з Йонедзави та пригостив м'ясом друзів. З цього почалось поступове поширення йонедзавської яловичини всією країні.